# Pavel Poc
Pavel Poc, né le 26 mai 1964 à Havlíčkův Brod, est un homme politique tchèque, membre du Parti social-démocrate tchèque.

## Biographie
Pavel Poc est élu au Parlement européen lors des élections européennes de 2009, puis réélu en 2014.